# Tine Brinkgreve-Wicherink
Tine Brinkgreve-Wicherink (Alkmaar, 31 januari 1880 – Leiden, 14 april 1936) was een Nederlandse schrijfster van vooral jeugd- en kinderboeken voor kinderen van 4 tot 18 jaar. Marga's vertrouwde, voor volwassen publiek, is een uitzondering. Haar meeste boeken zijn uitgegeven door Kluitman in Alkmaar en Van Holkema & Warendorf in Amsterdam. Ze schreef verhalen voor kinderen, prentenboeken, meisjesboeken en één jongensboek Roel uit de woonwagen, met illustraties van Wam Heskes. In deze periode begonnen uitgevers met series voor de jeugd in plaats van series specifiek voor meisjes of voor jongens. In een aantal van haar meisjes- of jeugdromans komt het thema Nederlands-Indië ter sprake.   

## Illustraties
Netty Heyligers (1897-1989) illustreerde de meeste boeken, onder meer uit de Meiclub-reeks en enkele van de Lies en Loek-boeken. Andere illustraties waren van o.a. Sijtje Aafjes, Johanna Coster, Mies Deinum, Annie Homan en W. Heskes. Henri Pieck ontwierp enkele boekbanden, onder meer voor de derde druk van Lies en Loeks bakvischtijd en Hoe het Lies en Loek verder ging.